# Leucoloma tenuifolium
Leucoloma tenuifolium är en bladmossart som beskrevs av Mitten 1868. Leucoloma tenuifolium ingår i släktet Leucoloma och familjen Dicranaceae. Inga underarter finns listade i Catalogue of Life.